# Carrick Roads
Carrick Roads (en español 'radas Carricks'; en córnico: Dowr Carrek, que significa 'anclaje de roca') es un pequeño aber o ría de Inglaterra localizado en la costa sur de Cornualles, en aguas del canal de la Mancha. Es el estuario del corto río Fal (29 km) que desagua cerca de la ciudad de Falmouth (26 767 hab. en 2011). Es un gran valle inundado creado después de la edad de hielo por las aguas del deshielo que causaron que el nivel del mar aumentase de manera espectacular, creando un gran puerto natural que es navegable desde Falmouth hasta la ciudad de Truro (18 766 hab.).
Carrick Roads lleva el nombre por Black Rock (en córnico: Karrek Reun, que significa 'roca de la foca') que se encuentra entre los cabos de Pendennis, St Mawes y Carricknath.

## Geografía
El estuario de Carrick Roads tiene una parte un poco más amplia, a la entrada, de entre 1,5-2 km de ancho y unos 7 km de longitud, hasta Feock, en la que abren varios entrantes:
- en la ribera occidental, un corto entrante desde Falmouth hasta Penryn (6812 hab.);
- en la ribera oriental, un pequeño entrante en St Mawes;
- en el fondo el estuario se ramifica en dos brazos:

- el del río Truro (de unos 3 km de longitud)
- y el del río Fal-Tresillian (el más ancho y largo, de unos 10 km hasta la localidad de Tresillian, al que conecta el valle del Fal (de unos 4,5 km hasta Lamorran y Ruan Lanihorne).

«Falmouth Harbour Commissioners» es la autoridad portuaria legal con responsabilidad sobre el Inner Harbour [puerto interior] en Falmouth (con exclusión Falmouth Docks [muelles de Falmouth]), sobre el río Penryn aguas arriba hasta Boyers Cellars, la parte sur de Carrick Roads, y una gran parte de la bahía de Falmouth (Falmouth Bay).
Los Roads se cruzan mediante el King Harry Ferry, un histórico y paisajístico transbordador de cable que une las parroquias de Feock y Philleigh.

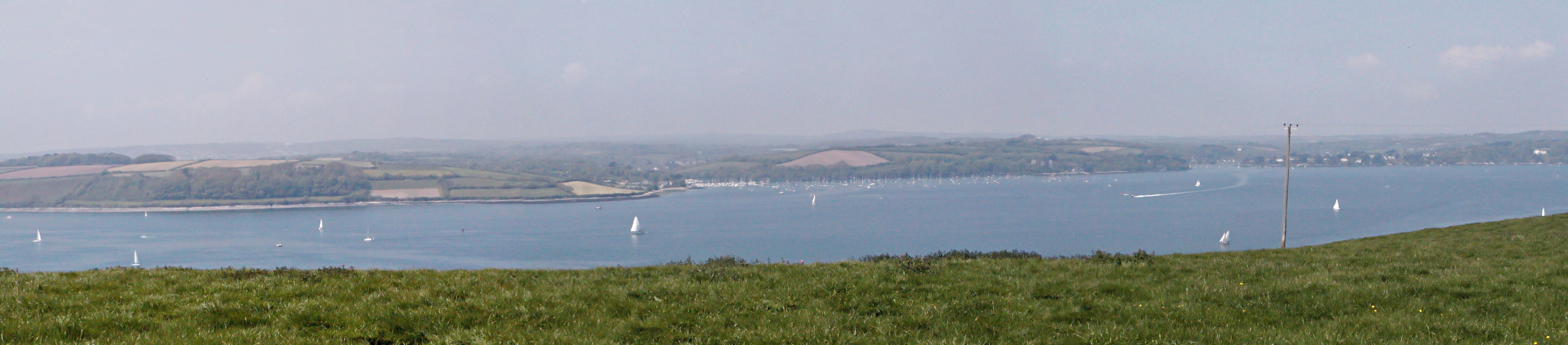
Carrick Roads, visto desde Roseland

## Galería de imágenes

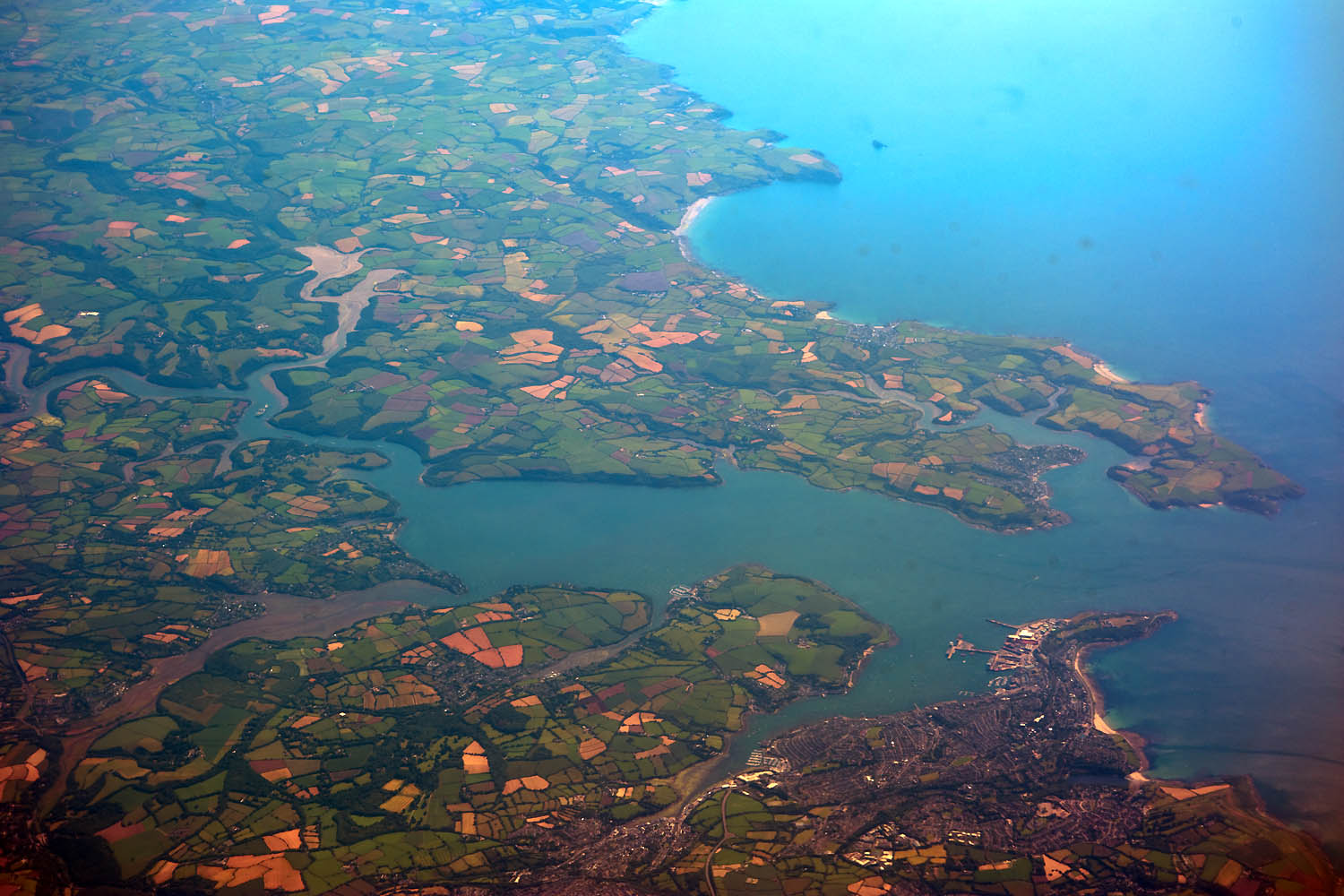
Carrick Roads en Cornualles bordeado por Penryn, Falmouth & St. Mawes. (tomada desde el vuelo AF0349)
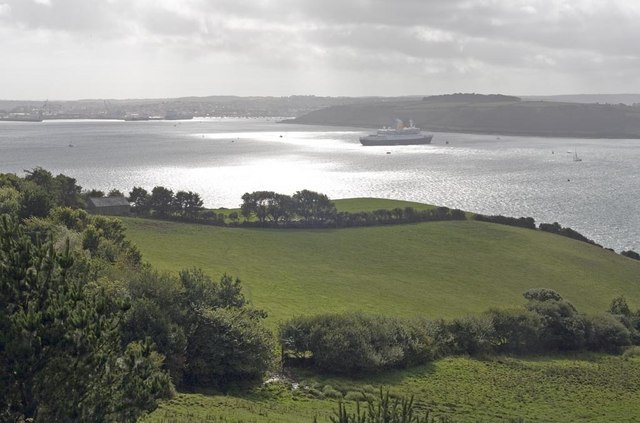
Carrick Roads cerca de Tregear Vean
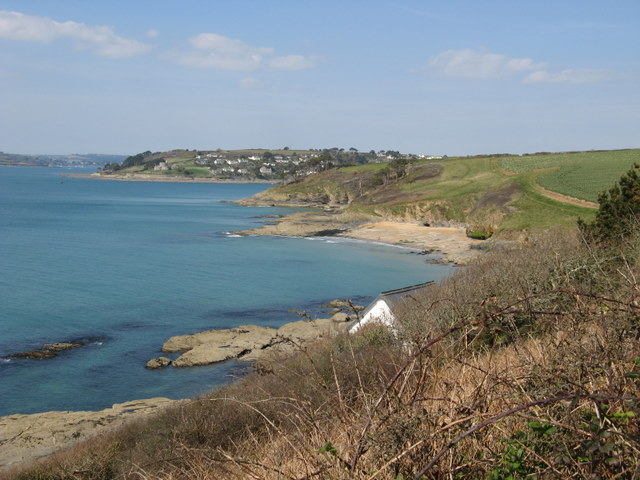
Ribera entre St Mawes y punta St Anthony
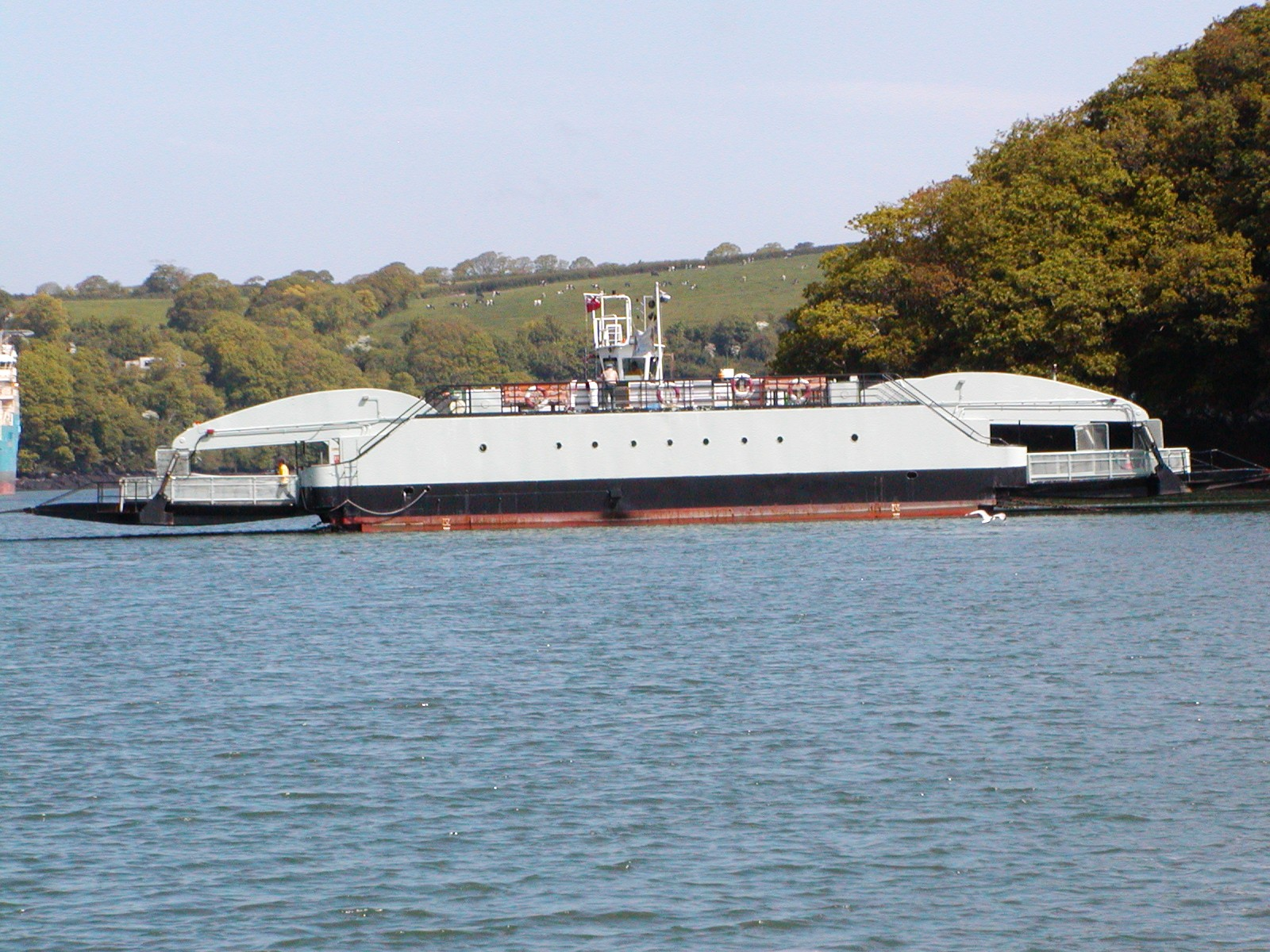
King Harry Ferry entre Trelissick y Roseland

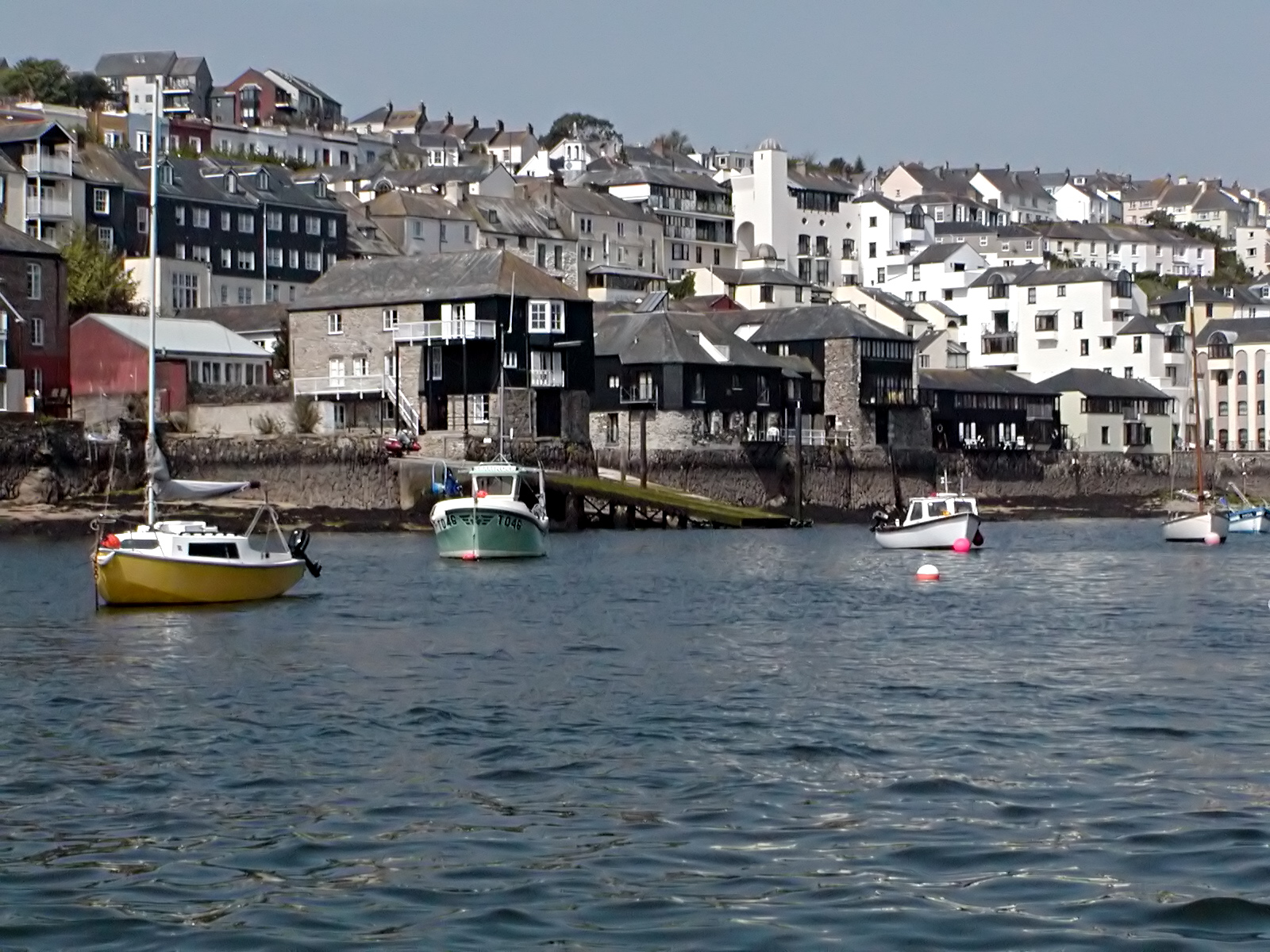
Vista de Falmouth
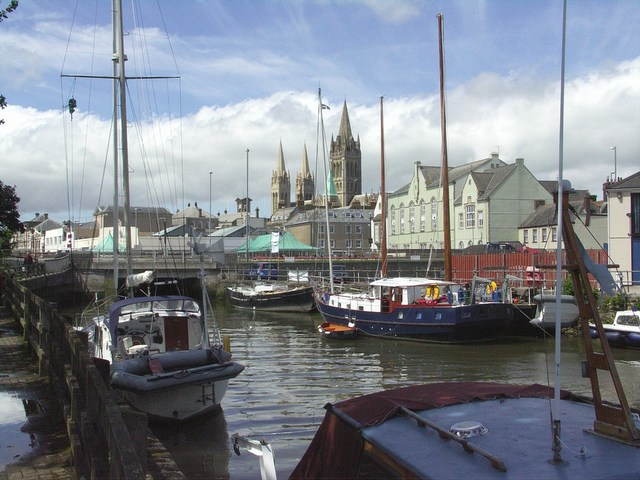
Puerto de Truro
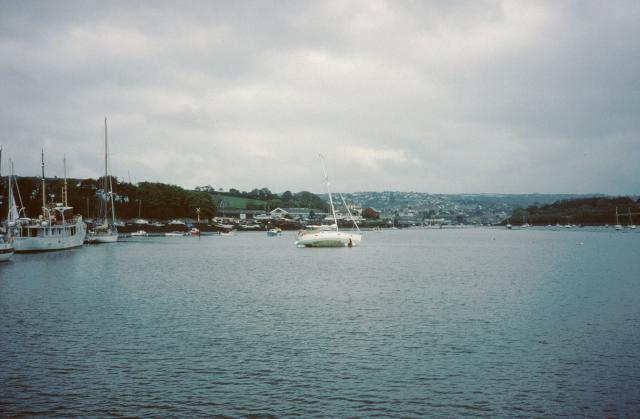
Vista de Penryn
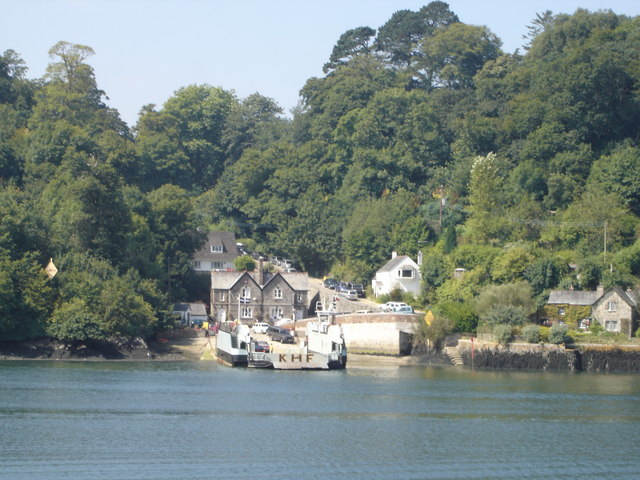
Terminal Feock del King Harry Ferry en 2005